# Njokasjön
Njokasjön är en sjö i Arvidsjaurs kommun i Lappland och ingår i Åbyälvens huvudavrinningsområde. Sjön har en area på 0,399 kvadratkilometer och ligger 388,1 meter över havet. Sjön avvattnas av vattendraget Njokabäcken.

## Delavrinningsområde
Njokasjön ingår i det delavrinningsområde (728390-169383) som SMHI kallar för Ovan 728105-169506. Medelhöjden är 441 meter över havet och ytan är 15,09 kvadratkilometer. Det finns inga avrinningsområden uppströms utan avrinningsområdet är högsta punkten. Njokabäcken som avvattnar avrinningsområdet har biflödesordning 2, vilket innebär att vattnet flödar genom totalt 2 vattendrag innan det når havet efter 115 kilometer. Avrinningsområdet består mestadels av skog (84 procent) och sankmarker (12 procent). Avrinningsområdet har 0,52 kvadratkilometer vattenytor vilket ger det en sjöprocent på 3,4 procent.